# Franziska Tell
Franziska Tell (* 1995) ist eine deutsche Politikerin (Bündnis 90/Die Grünen). Sie ist seit 2023 Mitglied der Bremischen Bürgerschaft.

## Leben
Tell legte 2013 das Abitur an der Graf-Friedrich-Schule in Diepholz ab. Anschließend absolvierte sie ein Freiwilliges ökologisches Jahr auf der Kinder- und Jugendfarm Ohlenhof im Bremer Stadtteil Gröpelingen. Daraufhin studierte sie Geographie an der Universität Bremen. 2017 legte sie den Bachelor of Science, 2019 den Master of Science ab. 2023 wurde sie am Zentrum für Marine Umweltwissenschaften der Universität Bremen im Bereich der Mikropaläontologie zum Dr. rer. nat. promoviert.
Tell lebt im Bremer Stadtteil Schwachhausen.

## Politik
Tell ist Mitglied bei Bündnis 90/Die Grünen. Von 2020 bis 2022 war sie Mitglied im Landesvorstand der Grünen Jugend Bremen, davon ab 2021 als Sprecherin.
Bei der Bürgerschaftswahl in Bremen 2023 trat Tell auf Listenplatz 5 ihrer Partei im Wahlbereich Bremen an und zog in die Bürgerschaft ein.
Am 7. Oktober 2023 wurde Tell zusammen mit Marek Helsner zur Vorstandssprecherin des Landesverbands der Bremer Grünen gewählt. Seit dem 9. November 2024 führt sie den Landesverband gemeinsam mit Josephine Assmus.